# لین جول
لین جول (انگلیسی: Lynne Jewell؛ زادهٔ ۲۶ نوامبر ۱۹۵۹) قایقران قایق بادبانی اهل ایالات متحده آمریکا بود.
وی در مسابقات کشوری و بین‌المللی در مجموع برندهٔ ۱ مدال طلا، ۳ مدال نقره شده‌است.